# 楚科奇海
69°41′19″N 171°27′19″W / 69.68861°N 171.45528°W

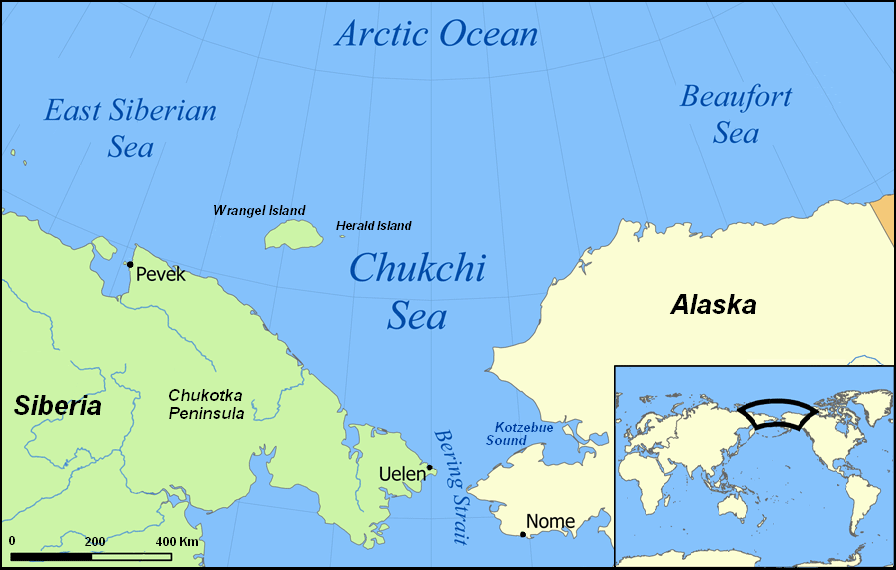
楚科奇海的地图。

楚科奇海（俄语：Чуко́тское мо́ре）是北冰洋的一个边缘海，位于楚科奇半岛和阿拉斯加之间。其西界是弗兰格尔岛边的德朗海峡，东界是将其与波弗特海分开的阿拉斯加的巴罗角，通过南面的白令海峡连接白令海和太平洋。楚科奇海的主要港口为俄国的楚科奇自治区的乌厄连。国际日期变更线由西北到东南向东倾斜穿过楚科奇海，避免穿过弗兰格尔岛和俄罗斯本土的楚科奇自治区。

## 地理
楚科奇海的面积约595,000平方公里，56%面积的水深浅於50公尺，一年之中只有四个月可以航行。楚科奇海底的主要地理特征为700公里长的霍普海盆，边缘为赫勒尔德拱起。整个海域的56%深度低于50米。与其他北极海域相比楚科奇海域内只有很少的岛屿。弗兰格尔岛位于楚科奇海的西北边界处；赫勒尔德岛位于海域最北端；余的就是西伯利亚和阿拉斯加海岸线边的一些小岛。“楚科奇”得名于住在海边和楚科奇半岛上的楚科奇人。住在海边的楚科奇人传统上以捕鱼、捕鲸和在寒冷的海上捕猎海象为生。

西伯利亚海岸线附近的地方有: Cape Billings、Cape Schmidt、阿姆古埃马河、Cape Vankarem、大科柳钦湾、Neskynpil'gyn Lagoon、心石角、艾奴尔米诺、切吉京河、Inchoun、乌厄连和杰日尼奥夫角.
由阿拉斯加注入该海域的河流有Kivalina、Kobuk、Kokolik、Kukpowruk、Kukpuk、Noatak、Utukok、Pitmegea、Wulik等等. 由西伯利亚注入楚科奇海的河中，最主要的是阿姆古埃马河、伊奥尼韦姆河和切吉京河。
范围
国际航道测量组织将楚科奇海的边界定义为如下
西缘： 东西伯利亚海的最东边，从弗兰格尔岛最北边通过该岛直至Cape Blossom再到大陆上的Cape Yakan（176°40'E）。
北缘： 由阿拉斯加的巴罗角（71°20′N 156°20′W）到弗兰格尔岛最北端(179°30'W)的一条直线。
南缘： 西伯利亚和阿拉斯加之间的北极圈（66°33'39"N），即白令海的北缘。
习惯上会将一直到白令海峡最窄部分，即北纬66度线，的北段都算作楚科奇海域。

## 歷史
1648年，俄羅斯人謝苗·伊凡諾維奇·迭日涅夫從科雷馬河出海口航行到太平洋阿纳德尔河，但他的路線不切合實際，隨後的200年並沒有再被使用。
1728年，一位俄羅斯海軍丹麥裔軍官維他斯·白令從太平洋海面進入這個海域。
1779年，庫克船長從太平洋海面也進入這個海域。

## 地理

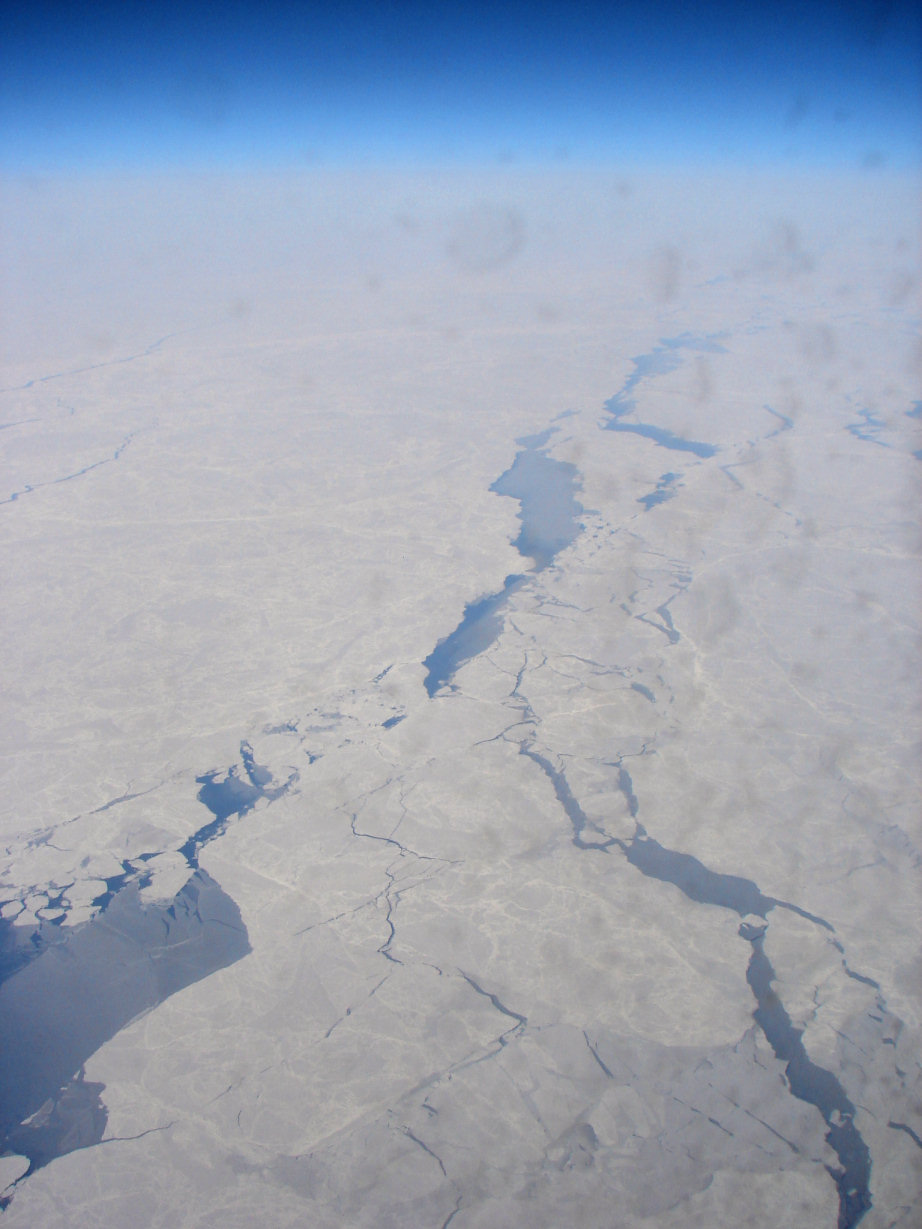
Spring breakup of sea ice on the Chukchi Sea.

楚科奇海面积约有595,000平方公里（約合230,000平方英里）一年之中仅有四个月左右可以航行。

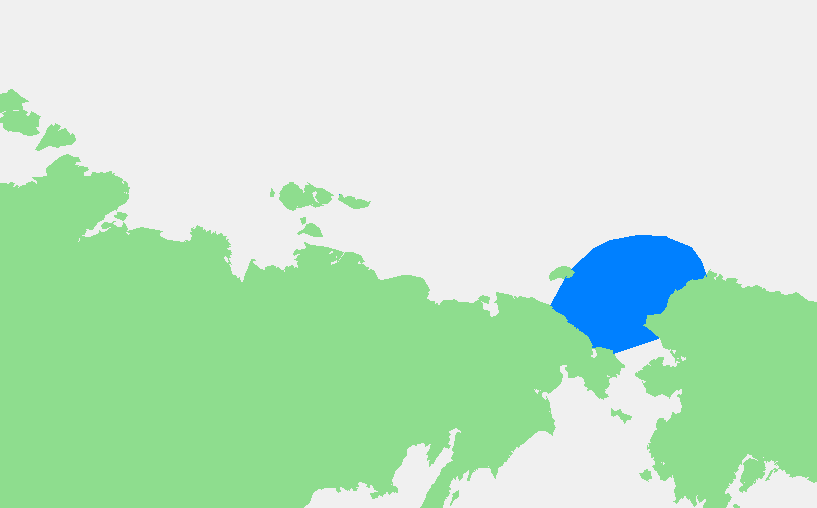
楚科奇海的地图。